# Kuba i olympiska sommarspelen 1960
Kuba deltog med 12 deltagare vid de olympiska sommarspelen 1960 i Rom. Ingen av landets deltagare erövrade någon medalj.